# محمد الناصر بالطيب
محمد الناصر بالطيب (بالفرنسية: Mohamed Ennaceur Bettaïeb)‏، هو كاتب وباحث وشاعر تونسي ولد بمدينة بنقردان في 29 أكتوبر 1947، زاول تعليمه الإبتدائي بها و الثانوي بجزيرة جربة.
إلتحق بترشيح المعلمين بقابس ثم بالمرسى حيث تحصل في جوان 1967 على مؤهل الدروس الترشيحية و باشر مهنة التدريس. إنخرط باكراً في العمل الثقافي بإنضمامه إلى فرقة الهلال التمثيلي بصفاقس ثم اللجنة الثقافية ببنقردان.
كتب و أخرج بعض المسرحيات و له كتابات في الشعر و القصة القصيرة، وهو من مؤسسي جمعية مهرجان الفروسية ببنقردان سنة 1981، كما قام بإدارة المهرجان من سنة 1983 إلى 1986 و من سنة 1993 إلى سنة 1996.
إلتحق في سبتمبر 1988 بوزارة الثقافة في خطة مدير لدار الثقافة ببنقردان.
ساهم بمداخلات حول التراث في تظاهرات وطنية ودولية.
عرضت له التلفزة الوطنية عملا دراميا سنة 1993 ضمن مهرجان الفروسية بعنوان "تغريبة بني هلال" مزج فيه بين النثر و الشعر.
- أسس مهرجان الإبل ببنقردان سنة 1999
- أسس جمعية الوشم الأدبي ببنقردان...

وفاه الأجل المحتوم فجر يوم الخميس 15 مارس 2007، و معه زوجته و أفرادا من عائلته، في حادث مرور مريع على طريق الرابطة بين مدنين – بنقردان.

## مؤلفاته المطبوعة
- بنقردان بين التّاريخ و التّراث سنة 1998.[1]
- ضو لطرش بين شعر الوطن و نجع الشّعر (بالإشتراك) سنة 2000.
- همس الأمس ديوان زيدان زيدان : شاعر شعبي سنة 2000.
- الإبل بين التّراث و التّنمية سنة 2002.
- شموع و دموع ديوان محمد الغزال الكثيري.
- الشّاردة (رواية ) سنة 2007.[2]

وله مخطوطات عديدة و مشاريع كثيرة لم يمهله الزّمان ليبلغ بها غايته...كما له مقالات عديدة على صفحات الجرائد و المجلاّت التّونسيّة و على صفحات الأنترنات و محاضرات في الأدب الشّعبي و في مجالات الثّقافة و الإبداع عموما.